# ヴァルター・マイヤー (数学者)
ヴァルター・マイヤー（独: Walther Mayer、1887年3月11日 -  1948年9月10日
）は、オーストリアの数学者。レオポルト・ヴィートリスとともにマイヤー・ヴィートリス完全系列を開発した。助手としてアルベルト・アインシュタインに従事し、親しい協力者となって働いた。"アインシュタインの計算手"（Einstein's calculator）と呼ばれた。

## 経歴
チューリッヒ工科大学、パリ大学、ウィーン大学で学んだ。1912年にウィーン大学でフレドホルム積分方程式に関する論文を執筆し博士号を獲得した。戦時中（1914 - 1919）は軍に所属していた。また、間隙を縫って微分幾何学で大学教授資格を獲得した。
マイヤーはユダヤ系であったので、オーストリアでは学職を得る機会に恵まれず、一時は国を去った。しかし、1926年にアルベルト・アインシュタインの助力を得て、ウィーン大学で私講師に就くことに成功した。位相幾何学におけるマイヤー・ヴィートリス完全系列の構成や、アイレンベルク-スティーンロッドの公理に先行したホモロジーの公理的扱いの研究で名を上げた。1930年にリーマン幾何学の教科書を出版した。これは、アダルベルト・ドゥシェックによる曲線と曲面について述べられた微分幾何学の書に続くものであった。
1929年、リヒャルト・フォン・ミーゼスの推薦の下、アインシュタインの助手となって、遠隔平行性に関する研究に協力した。1931年から1936年までは、相対性理論において共同で研究した。1933年、ヒトラーが権力を握った後、アインシュタインに従ってアメリカに逃亡した。プリンストンの高等研究所のアソシエイトに任命された。第二次世界大戦後も高等研究所に留まり、プリンストンで没した。

## 主な出版物
- “Über abstrakte Topologie.”. Monatshefte für Mathematik 36:  1–42. (1929).
- Duschek, Adalbert (1930). Lehrbuch der Differentialgeometrie. Teubner
  -  Lehrbuch der Differentialgeometrie. 1. Teubner. (1930)
  -  Lehrbuch der Differentialgeometrie. 2. Teubner. (1930)
- Tracy Yerkes Thomas (1935). “Foundations of the theory of Lie groups”. Annals of Mathematics 36:  770–822.
- “Die Differentialgeometrie der Untermannigfaltigkeiten des Rn konstanter Krümmung”. Transactions of the American Mathematical Society 38 (2):  267–309. (1935).
- T. Y. Thomas (1938). “Fields of parallel vectors in non-analytic manifolds in the large”. Compositio Mathematica 5:  198-207.
- Herbert Busemann (1941). “On the foundations of calculus of variations”. Transactions of the American Mathematical Society 49 (2):  173-198.
- “A new homology theory”. Annals of Mathematics 43:  370–380, 594–605. (1942).
- “The Duality Theory and the Basic Isomorphisms of Group Systems and Nets and Co-Nets of Group Systems”. Annals of Mathematics. 46:  1–28. (1945).
- “On Products in Topology”. Annals of Mathematics 46:  29–57. (1945).
- “Duality Theorems”. Fundamenta Mathematicae 35:  188–202. (1948).